# Edward Egan
Edward Michael Egan (1932–2015) là một Hồng y người Hoa Kỳ của Giáo hội Công giáo Rôma. Ông từng đảm nhận vai trò Hồng y Đẳng Linh mục Nhà thờ Ss. Giovanni e Paolo và vai trò Tổng giám mục đô thành Tổng giáo phận New York trong 9 năm, từ năm 2000 đến năm 2009.
Vốn là một giáo sĩ trong Giáo triều Rôma, ông từng đảm trách vai trò Thẩm tra viên Tòa Thượng thẩm Rôta (1972–1985), sau đó về quê hương Hoa Kỳ kiêm nhiệm nhiều chức vụ khác nhau trước khi trở thành Tổng giám mục đô thành Tổng giáo phận New York như: Giám mục phụ tá Tổng giáo phận New York (1985–1988), giám mục chính tòa Giáo phận Bridgeport (1988–2000). Ông được vinh thăng Hồng y ngày 21 tháng 2 năm 2001, bởi Giáo hoàng Gioan Phaolô II.

## Tiểu sử
Hồng y Edward Michael Egan sinh ngày 2 tháng 4 năm 1932 tại Oak Park, bang Illinois, Hoa Kỳ. Sau quá trình tu học dài hạn tại các cơ sở chủng viện theo quy định của Giáo luật, ngày 15 tháng 12 năm 1957, Phó tế Egan, 25 tuổi, tiến đến việc được truyền chức linh mục. Cử hành nghi thức truyền chức cho tân linh mục là giám mục Martin John O’Connor, Chủ tịch Ủy ban Giáo hoàng về Truyền thông Xã hội. Tân linh mục là thành viên linh mục đoàn Tổng giáo phận Chicago.
Từ ngày 20 tháng 11 năm 1972, linh mục Egan đảm trách vai trò Thẩm tra viên Tòa Thượng thẩm Rôta tại Vatican.
Sau 27 năm thi hành các công việc mục vụ với thẩm quyền và cương vị của một linh mục, ngày 1 tháng 4 năm 1985, Tòa Thánh loan tin Giáo hoàng đã quyết định tuyển chọn linh mục Edward Michael Egan, 53 tuổi, gia nhập Giám mục đoàn Công giáo Hoàn vũ, với vị trí được bổ nhiệm là Giám mục phụ tá Tổng giáo phận New York, danh nghĩa Giám mục Hiệu tòa Allegheny. Lễ tấn phong cho vị giám mục tân cử được tổ chức sau đó vào ngày 22 tháng 5 cùng năm, với phần nghi thức chính yếu được cử hành cách trọng thể bởi 3 giáo sĩ cấp cao, gồm chủ phong là Hồng y Bernardin Gantin, Tổng trưởng Thánh bộ Giám mục; hai vị giáo sĩ còn lại, với vai trò phụ phong, gồm có Tổng giám mục John Joseph O’Connor, Tổng giám mục đô thành Tổng giáo phận New York và Giám mục John Richard Keating, giám mục chính tòa Giáo phận Arlington, Virginia. Tân giám mục chọn cho mình khẩu hiệu: IN THE HOLINESS OF TRUTH.
Sau khoảng thời gian 3 năm đảm nhiệm vai trò giám mục phụ tá, ông được thuyên chuyển đến Giáo phận Bridgeport, Connecticut và được bổ nhiệm làm Giám mục chính tòa. Thông cáo bổ nhiệm được công bố cách rộng rãi vào ngày 5 tháng 11 năm 1988. Tân giám mục Bridgeport đã đến cử hành các nghi thức nhận nhiệm sở mới sau đó vào ngày 14 tháng 12 năm 1988.
Sau 12 năm đảm nhiệm vai trò giám mục chính tòa Bridgeport, Giám mục Egan được Tòa Thánh thăng Tổng giám mục, qua việc bổ nhiệm giám mục này làm Tổng giám mục đô thành Tổng giáo phận New York. Thông báo về việc bổ nhiệm này được công bố cách rộng rãi vào ngày 11 tháng 5 năm 2000. Tân Tổng giám mục đã cử hành các nghi thức nhận nhiệm vụ mới sau đó vào ngày 19 tháng 6 cùng năm.
Bằng việc tổ chức công nghị Hồng y năm 2001 được cử hành chính thức vào ngày 21 tháng 2, Giáo hoàng Gioan Phaolô II đưa ra quyết định vinh thăng Tổng giám mục Edward Michael Egan tước vị danh dự của Giáo hội Công giáo, Hồng y. Tân Hồng y thuộc Đẳng Hồng y Linh mục và Nhà thờ Hiệu tòa được chỉ định là Nhà thờ Ss. Giovanni e Paolo. Chỉ hai ngày sau đó, ông đã đến nhận thờ hiệu tòa của mình bằng việc cử hành các nghi lễ nhận nhà thờ hiệu tòa.
Ngày 23 tháng 2 năm 2009, Tòa Thánh chấp thuận đơn xin hồi hưu của ông, vì lý do tuổi tác theo Giáo luật. Ông qua đời sau đó vào ngày 5 tháng 3 năm 2015, thọ 83 tuổi.